# Leusden

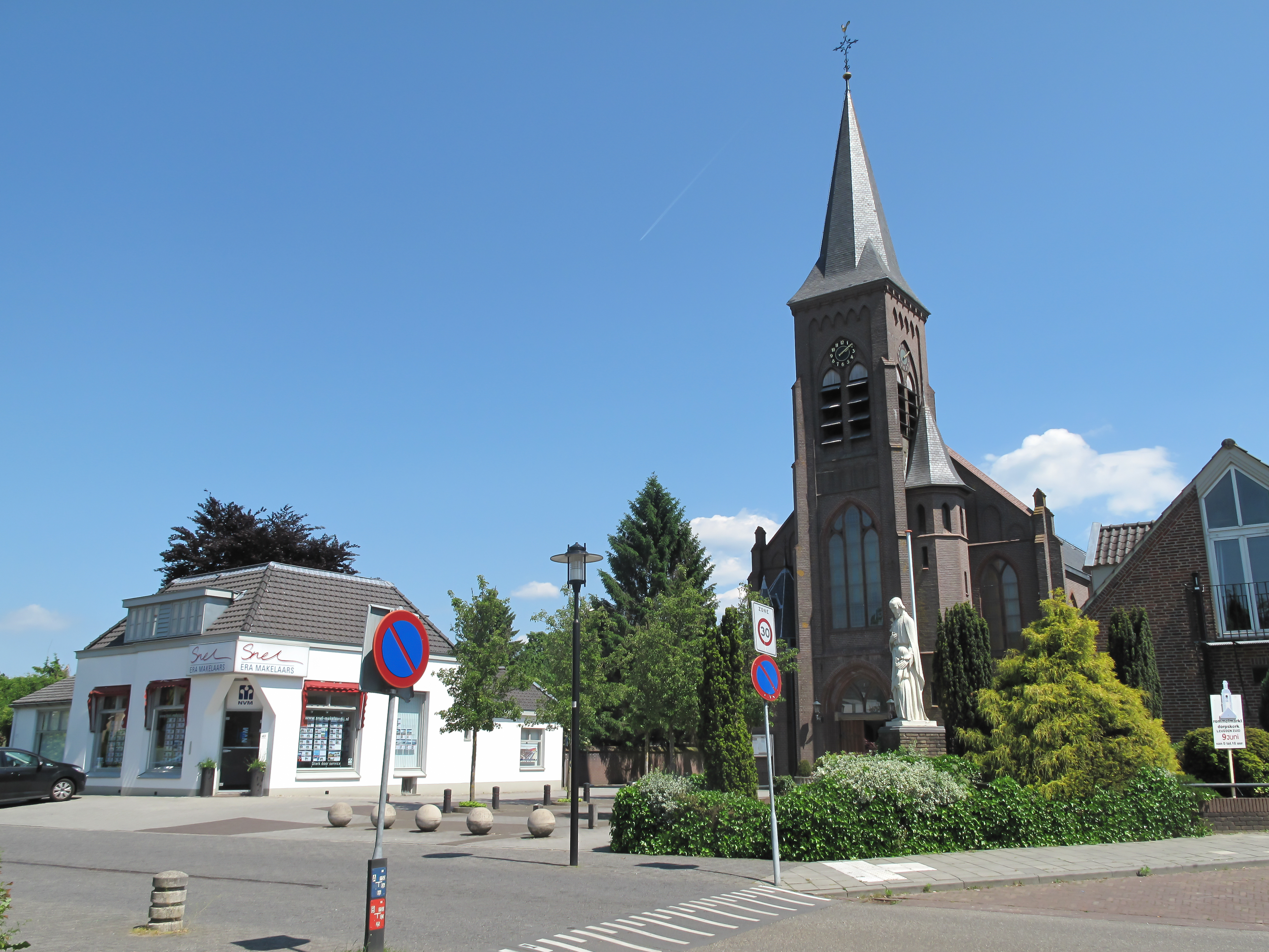
Leusden, Kirche: de Jozefkerk

Leusden (anhörenⓘ) ist eine Gemeinde in der niederländischen Provinz Utrecht.

## Ortsteile
Achterveld, Leusden, Leusden-Zuid und Stoutenburg, ebenso Snorrenhoef, ein Teil von Moorst und weitere kleine Siedlungsgebiete.

## Ursprüngliche Gemeinde
Die Gemeinde Leusden besteht seit dem Zusammenschluss mit Stoutenburg im Jahr 1969 in ihrer heutigen Form. Die ursprüngliche Gemeinde bestand aus zwei kleinen Dörfern, Leusbroek und Hamersveld. In den 1960er und 1970er Jahren wuchsen beide Orte sehr und wurden in Leusden-Zuid und Leusden-Centrum, später nur Leusden, umbenannt.

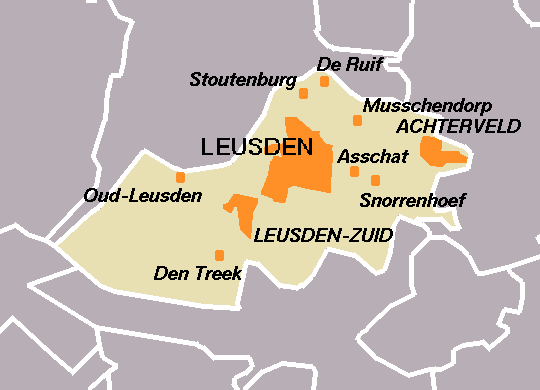
Karte

## Sehenswürdigkeiten
- Leusden besitzt die ältesten Kirchtürme der Niederlande. Sie stehen in Oud-Leusden und sind von der Europastraße 30 aus zu sehen.
- Die KZ-Gedächtnisstätte des ehemaligen nationalsozialistischen Polizei-Durchgangslagers „Kamp Amersfoort“ (siehe: Amersfoort) befindet sich auf dem Gebiet der Gemeinde Leusden.

## Geschichte
Um 1300 v. Chr. lebten hier bereits Menschen, was aus dem Fund einiger Urnengräber hervorgeht.
Der Name „Leusden“ ist sehr alt. Er wird zum ersten Mal in einer Schenkungsurkunde König Karls aus dem Jahr 777 als Villa Lisiduna erwähnt. Damit war allerdings Oud-Leusden gemeint.
Der Ortsteil Stoutenburg beherbergte ab 1006 ein vom Utrechter Bischof gegründetes Kloster und ab dem 13. Jahrhundert auch ein von diesem benutztes Schloss. Von beiden Gebäudekomplexen ist jedoch so gut wie nichts mehr erhalten.
Der Ortsteil Hamersveld war von etwa 1600 bis 1890 wirtschaftlich auf den Anbau von Tabak angewiesen. Nach 1970 entwickelte sich dieser Teil von Leusden zu einem Vorort der nördlichen Nachbarstadt Amersfoort.
Das Heidegebiet Leusderheide wurde zu einem wichtigen Truppenübungsplatz mit mehreren Kasernen. Hier wurden im Zweiten Weltkrieg von der deutschen Besatzungsmacht mehrere Anlagen errichtet. Die Nationalsozialisten errichteten in dieser Umgebung 1941 ein Durchgangslager für in die deutschen Konzentrationslager abzuschiebende Häftlinge.

## Sitzverteilung im Gemeinderat (2014)
- CDA, 5 Sitze
- VVD, 4 Sitze
- GroenLinks/PvdA, 4 Sitze
- ChristenUnie/SGP, 3 Sitze
- D66, 5 Sitze

## Söhne und Töchter (Auswahl)
- Willem Hendrik de Beaufort (1845–1918), konservativ-liberaler Politiker
- Lieven Ferdinand de Beaufort (1879–1968), Zoologe und Hochschullehrer
- Jan van Burgsteden (* 1935), römisch-katholischer Priester, Weihbischof in Haarlem-Amsterdam
- Marieke Wijsman (* 1975), Eisschnellläuferin und Polizistin
- Matthias Havinga (* 1983), Organist und Hochschullehrer